# 큐리언트
주식회사 큐리언트(Qurient)는 감염병 연구분야에서 세계적인 권위의 프랑스 파스퇴르연구소와 대한민국 정부의 주도로 설립된 한국파스퇴르연구소에서 유망한 기초연구과제의 상업화를 위해 설립된 신약 개발 전문 바이오 기업이다.

## 역사
2008년 한국파스퇴르연구소로부터 큐로사이언스라는 이름으로 분사하며 설립
2016년에 공모가 2만 1천원으로 코스닥 시장에 상장하였다.
2022년 기술특례 상장 후 5년까지 매출액 기준 3억원 미달로 거래가 2021년 5월 14일부터 2022년 10월 6일까지 주식 거래가 정지되었다. 의약품 도매업 회사 에이치팜을 흡수합병하여 매출을 일으켜 상장유지 결정을 이끌어냈다
거래 재개 후 쿼드자산운용와 미래에셋자산운용 등 기관 투자자 줄줄이 자금 회수하였다 코스닥 상장 규정상 최근 3년간 2년 연속 법차손이 자기자본의 50%를 넘으면 관리종목에 지정되는데 2023년 상반기 자기자본 대비 순손실 54.4%를 기록하여 관리종목 지정 위험이 커졌다
2023년 12월 운영자금 25억원 조달을 목적으로 신주 발행하는 남기연 대표 등 경영진을 대상으로 제3자배정유상증자를 결정했다 한편 프리미어파트너스 등을 대상으로 35억원 규모의 전환가액이 5,169원이고 이자율이 2.0%인 영구 전환사채 발행을 결정했다
2024년 동구바이오제약이 100억원의 3자배정 유상증자에 참여하며 최대주주가 되었다
2025년 동구바이오제약을 대상으로 80억원 규모의 3자 배정 유상증자를 하였다.

## 사업
큐리언트는 First in class의 신규 기전 항암치료제를 개발하는데 주력하고 있으며, 개발이 완료된 비항암 프로그램들(결핵, 아토피)은 기술수출을 통한 수익창출을 앞두고 있다. 큐리언트의 항암프로그램들은 서로 완전히 다른 신규 기전의 항암 프로그램들로 개발하고 있으며, 특히 단독 투여 요법에서의 뚜렷한 효능을 기반으로 가장 대표적인 면역항암제 키트루다와의 병용 요법 개발을 진행하고 있다. 다국적 제약회사 MSD(미국 머크)와의 공동개발계약을 체결한 큐리언트는 병용 요법 개발에 필요한 키트루다를 전량 무상으로 공급받고 있다.

## 전략적 파트너쉽
글로벌한 기초연구기관들과의 폭넓은 네트워크를 확보하고 있는 큐리언트는 좋은 타겟의 신규 프로그램을 확보하는 데에 강점을 가지고 있다. 특히 전세계에서 가장 대표적인 기초연구기관 중 하나인 독일의 막스플랑크연구소(Max-Planck-Gesellschaft)와의 전략적 제휴는 큐리언트가 지속적으로 신규과제 개발을 가능케 하는 근간이 된다. 현재 큐리언트는 막스플랑크연구소와 항암 및 자가면역 질환의 기초과제에 대하여 우선적으로 검토하여 도입할 수 있는 계약을 맺고 있으며, 큐리언트의 면역항암제 Q702와 세포주기조절인자를 표적하는 항암제 Q901은 막스플랑크연구소로부터 도입되어 활발하게 임상개발이 이루어지고 있다.
막스플랑크연구소와 항암 및 자가면역 질환의 기초과제에 대하여 우선적으로 검토하여, 2020년에는 큐리언트, 막스플랑크연구소, LDC 및 로베르트 후버 교수와 함께 조인트벤처 QLi5 Therapeutics를 설립하고 면역프로테아좀 저해기술을 도입하여 항암제 및 자가면역치료제 등으로 연구개발을 진행하고 있다.
큐리언트는 다국적 글로벌 제약회사인 MSD/Merck(머크)와 항암제 공동연구개발계약 2건 및 미국 국립암연구소(NCI)와 공동개발계약 1건을 체결하고 있다.

## 파이프라인
- 아드릭세티닙(Q702) 항암제[16][17]
- 모카시클립(Q901) 항암제
- QLi5 항암제
- 텔라세벡(Q203) 항생제[18]

## 상훈
2023년도 보건복지부의 혁신형 제약기업에 추가되었다

## 자회사
- 독일 QLi5 테라퓨틱스(QLi5 Therapeutics GmbH)